# Joseph Lutz (Pädagoge)
Joseph Lutz (* 8. Februar 1867 in Oberammergau; † 3. Februar 1958 in Pfaffenhofen an der Ilm) war Lehrer und Schulrat in Pfaffenhofen.

## Leben
Sein Vater war der Schreiner Anton Lutz aus Oberammergau und seine Mutter war Maria Poschenrieder. Seine Eltern heirateten um 1861 in Oberammergau. Ab 1889 war er Lehrer in Pfaffenhofen. Der bekannte Schriftsteller Joseph Maria Lutz war sein Sohn, den er zusammen mit Maria Haindl (1866–1944) hatte.
Am 8. Februar 1957 verlieh ihm die Stadt Pfaffenhofen die Ehrenbürgerschaft. Aufgrund seiner Arbeit als Lehrer in Pfaffenhofen und wegen der Gründung und Engagements für den Verschönerungsverein sowie des Bienenzucht- bzw. Obstbauvereins, außerdem wegen des Vogelschutzes.